# Le Paradis (Denis)
Le Paradis est un tableau du peintre français Maurice Denis réalisé en 1912. Cette huile sur bois représente des anges formant un cercle autour d'un massif fleuri, sans doute une ronde au paradis. Un temps la propriété de Paul Jamot, l'œuvre fait à présent partie des collections du musée d'Orsay, à Paris.